# 필레
필레(프랑스어: filet)는 저민 살코기이다.

## 사진 갤러리

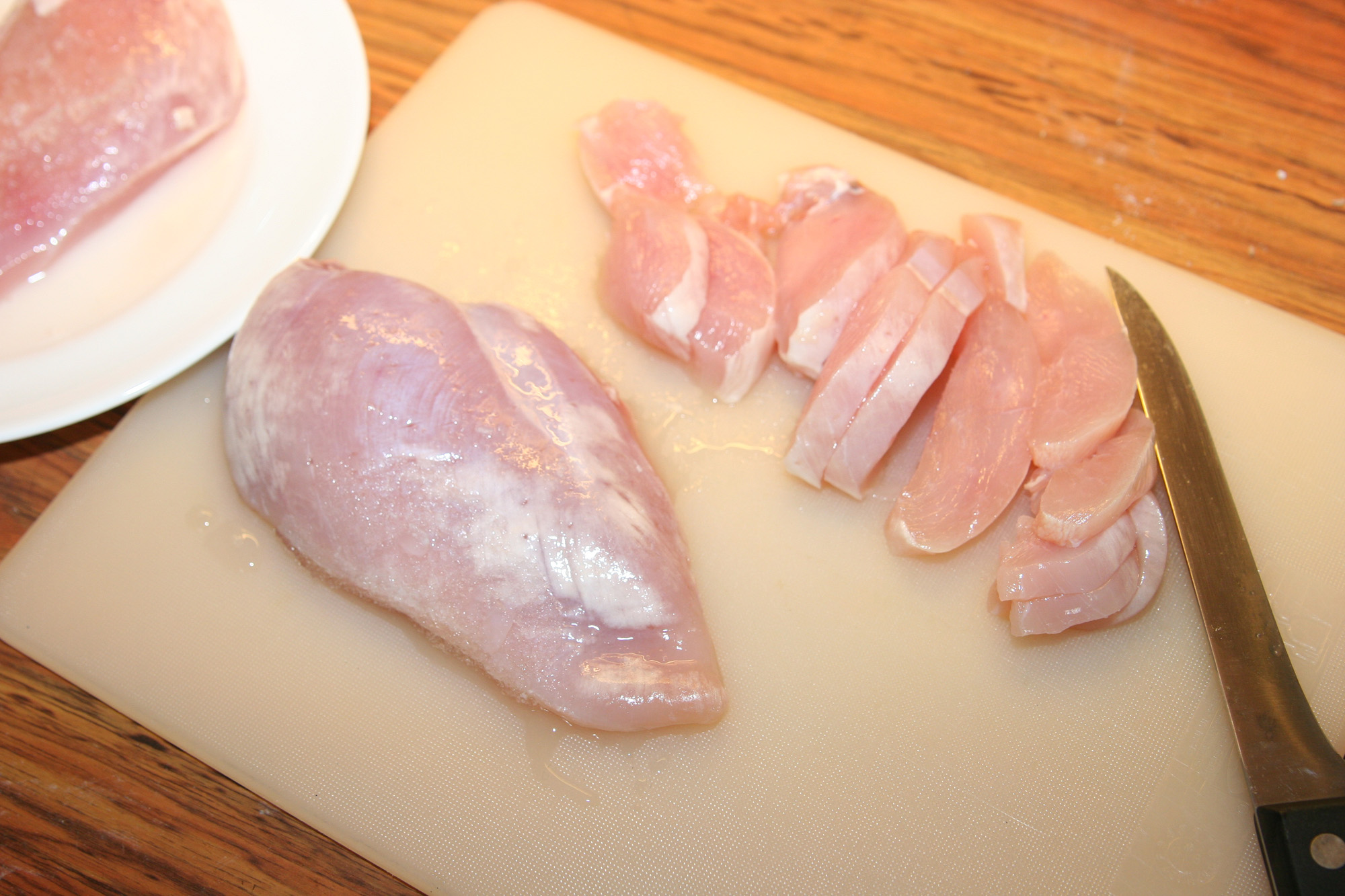
닭고기 필레
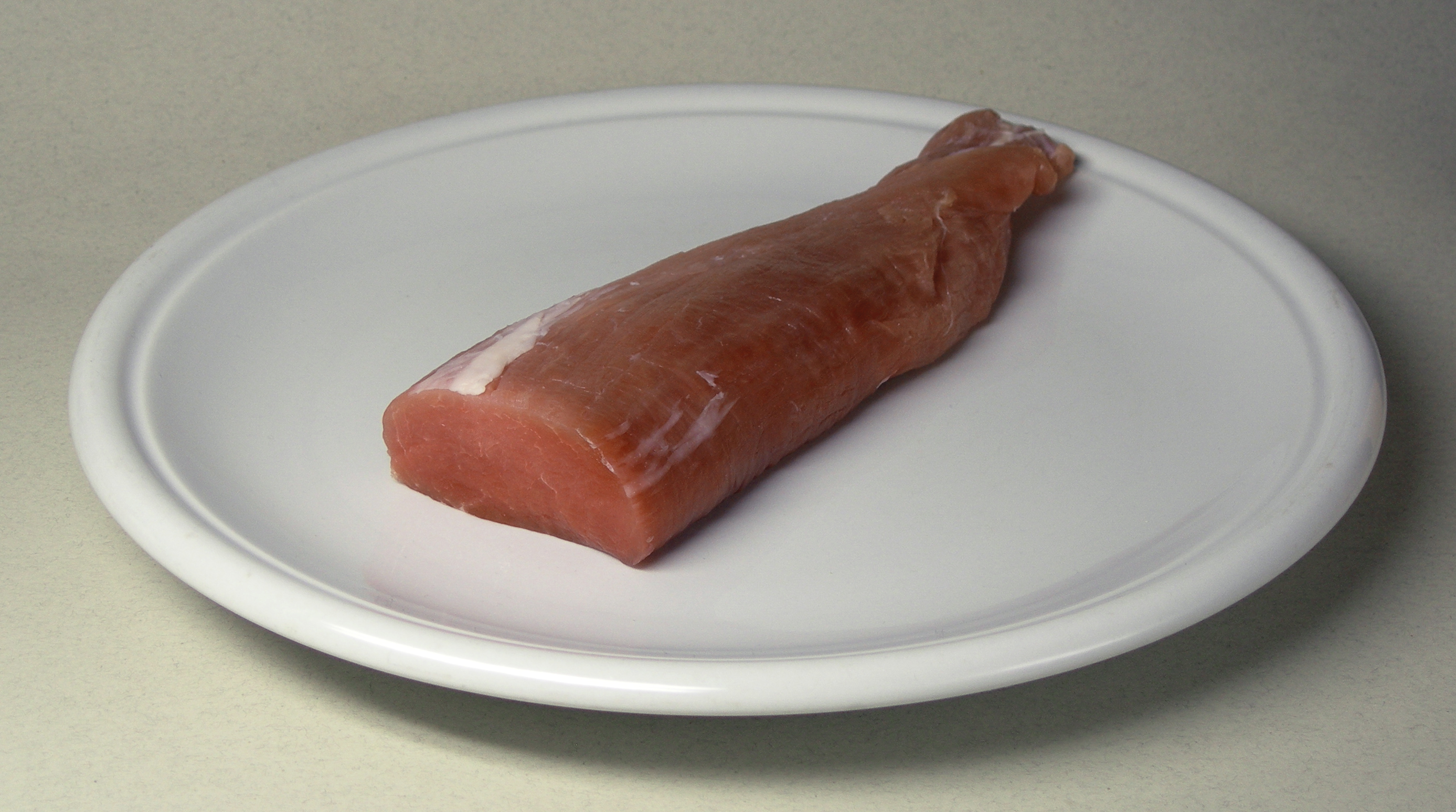
돼지고기 필레